# Joanne Kellermann
Joanne Kellermann (Eindhoven, 27 december 1960) was van 2007 tot 2014 directielid van De Nederlandsche Bank (DNB). In die functie was zij verantwoordelijk voor het toezicht op pensioenfondsen en verzekeraars en de toezicht-expertisecentra van DNB. Na haar vertrek bij de bank werd ze bestuurder bij de Single Resolution Board in Brussel.

## Advocatuur
In 1984 is Joanne Kellermann afgestudeerd in civiel recht aan de Universiteit Leiden. Zij begon haar carrière als advocaat bij Nauta van Haersholte in Amsterdam. In de periode 1992-2005 was zij partner bij het internationale advocatenkantoor en in haar laatste jaren verantwoordelijk voor de leiding van de financiële praktijk van dat kantoor in Londen. Verdere internationale ervaring deed Kellermann op tijdens de periode waarin zij werkte bij een advocatenkantoor op Wall Street in New York.

## De Nederlandsche Bank
Vanaf haar indiensttreding bij DNB in 2005 tot haar benoeming in de directie van DNB was Kellermann General Counsel en directeur van de Divisie Juridische Zaken. Vanaf 2007 was zij binnen DNB is verantwoordelijk voor toezicht en haar portefeuille omvat het toezicht op pensioenfondsen en verzekeraars.
Sinds 2008 was Kellermann ook voorzitter van het Financieel Expertise Centrum, een samenwerkingsverband van alle Nederlandse instanties die betrokken zijn bij de bestrijding van financiële criminaliteit. Zij werd daar per 1 oktober 2014 opgevolgd door Harman Korte. Daarnaast heeft Kellermann zitting in de raad van toezichthouders van European Insurance and Occupational Pensions Authority (EIOPA).
Kellerman stelde zich in 2014 op grond van 'persoonlijke redenen' niet beschikbaar voor een nieuwe zittingstermijn van zeven jaar als directielid.

## Single Resolution Board
In 2015 werd ze bestuurder bij de Single Resolution Board (SRB) in Brussel. De SRB heeft tot taak oplossingen te vinden voor banken die failliet dreigen te gaan, waarbij de kosten niet bij de belastingbetalers terecht komt. Haar termijn liep tot 2020, maar in augustus 2017 besloot ze om persoonlijke redenen eerder te vertrekken. Ze bleef nog een paar maanden aan tot haar opvolger was aangekomen. Kellermann was een van de zes bestuursleden bij de SRB.
Per 1 juni 2019 is ze benoemd tot voorzitter van Pensioenfonds Zorg en Welzijn.

## Nevenfuncties
Kellermann bekleedde diverse nevenfuncties, waaronder het lidmaatschap van de raad van toezicht van het Van Gogh Museum.

## Persoonlijk
Joanne is getrouwd en moeder van 3 zonen.